# Richard Marazano
Richard Marazano (Fontenay-aux-Roses, 27 febbraio 1971) è un fumettista e sceneggiatore francese.

## Biografia
Dopo diversi incontri con Jean Giraud, detto Moebius, che lo consiglia, segue il suo lavoro e lo presenta a Guy Vidal, allora editore di Les humanoïdes associés, e a Jean-Paul Moujin, editore di Casterman, Richard Marazano si dedica al fumetto.
Dopo aver studiato per un breve periodo fisica e astrofisica all'Università di Orsay, inizia la sua formazione al fumetto presso le Beaux-Arts d'Angoulême e poi partecipa all'atelier Sanzot. I suoi primi album di fumetti sono stati pubblicati nel 1996 dall'editore Soleil; in seguito è entrato a far parte di Les Humanoïdes Associés.
Nel 2002 ha realizzato il suo primo albo come autore completo (sceneggiatura, disegni e colori) per l'editore Carabas.
Nel 2003 crea la serie Cuervos con Michel Durand, pubblicata da Glénat. Come sceneggiatore, ha contribuito alla rivista Pif Gadget, dove ha realizzato le serie Cos & Mos con Abel Chen e Trelawney con Alfonso Font. È anche autore di Le Complexe du chimpanzé, una serie di fantascienza co-pubblicata con Jean-Michel Ponzio da Dargaud a partire dal 2007, e della serie Genetiks, una storia sulla clonazione umana, pubblicata da Futuropolis (tre volumi), sempre nel 2007, con lo stesso illustratore. Nel 2008 ha scritto il one-shot (collana) Aguirre, le principe de liberté, disegnato da Gabriel Delmas (pubblicato dall'editore Carabas),.
Nel 2008, Glénat ha pubblicato Le syndrôme d'Abel, la sua seconda serie come fumettista, basata su una sceneggiatura di Xavier Dorison.
In seguito ha pubblicato diverse serie con Dargaud, tra cui S.A.M., co-diretta con Shang Xiao, le rêve du papillon con Luo yin, L'expédition, co-diretta con Marcelo Frusin, dal 2011, e la serie Le monde de Milo, co-diretta con Christophe Ferreira dal 2013.
Per Dargaud, sempre con Jean-Michel Ponzio, ha scritto Le Protocole pélican (serie in quattro volumi del 2011) e Mémoires de la guerre civile (serie in tre volumi del 2017),.
Per l'edizione Rue de Sèvres, continua la sua collaborazione con la Cina scrivendo una nuova serie in tre volumi, Yin et le Dragon, per il fumettista Xu Yao.
Ha inoltre pubblicato Les Trois Fantômes de Tesla, una serie fantasy co-creata con Guilhem Bec e pubblicata dal 1º luglio 2016 su il periodico L'Immanquable. La serie è stata pubblicata in albi dal 2016 da l'editore Le Lombard,.
Nel 2018 ha lanciato la serie Zarathustra con Dargaud, con il volume 1 intitolato Le Lion porteur de la flamme.
Nel 2019 ha dato il suo sostegno al movimento dei Gilets jaunes.

## Opere pubblicate

### Album unici
- Aguirre, il principio della libertà, Carabas, 2008 Sceneggiatura: Richard Marazano - Disegni: Gabriel Delmas
- Le Bataillon des lâches, Carabas, 2000 Sceneggiatura, disegno e colore: Richard Marazano
- Les Contes de par-ci par-là, Pointe Noire, 2002 Sceneggiatura: Bertrand Escaich - Disegni: Abel Chen - Colore: Richard Marazano
- Futuroscoop, Glénat, 1998 Sceneggiatura: Claude Carré - Disegni: Richard Marazano
- Hanté, Soleil (collezione «Hanté»), 2008 Sceneggiatura e disegni: collttivo
- Humain trop humain, Le Cycliste, 1995 Sceneggiatura: Richard Marazano - Disegni: Éric Derian
- Jérusalem, Glénat (collezione "Vécu"), 2008 Sceneggiatura: Richard Marazano - Disegni: Patrick Pion - Colore: Walter
- Minik[13], Dupuis (collezione "Aire libre"), 2008 Sceneggiatura: Richard Marazano - Disegni e colore: Hippolyte
- Vampiri, Carabas, 2001 Sceneggiatura e desegni: collettivo- breve storia con Tommy Lee Edwards
- Poum a une idée, Eïdola, 2017 Sceneggiatura e desegni: collettivo - storia breve con Angélique Césano
- Circé la magicienne Richard Marazano (sceneggiatura) et Gabriel Delmas (disegni), Dargaud, 2021[14]

### Serie
- Alcyon
- Fleur de Bambou
- Le Mondo de Milo
- Otaku Bluer
- Blue Space
- Chaabi, la révolte
- Le xe du Chimpazé
- Cos & Mos
- Cuervos
- Cutie B,
- Dusk
- Eco Warriors
- L'Expédition
- Genetiks
- Guerrero
- Héloise de Montfort
- Le Mémories d'un gentihi0mme corsaire
- Le protocole Pelican
- Le Réve du papillon
- S.A.M.
- Sidney & Howell
- Le Syndrome d'Abel
- Tequila Desperados
- Les Trois Fantòmes de Tesia
- Yin et le Dragon
- Zarathustra
- Zéro absolu soggetto e disegni di Christophe Bec

### Periodici
- Xibalba le royaume de la peur, racconto, con Benoît Springer, pubblicato sulla rivista BoDo
- Les Aventures d'un gentilhomme corsaire, racconto, con Alfonso Font, pubblicato sulla rivista Pif Gadget
- Cos & Mos, racconti, con Abel Chen, pubblicati sulla rivista Pif Gadget
- Gargantua & Pantagruel, racconti, con Mazan, pubblicati sulla rivista Je bouquine
- Le Masque de fer, racconto, con Dominique Bertail, pubblicato sulla rivista Je bouquine
- Histoires comme ça, racconto, con Yoann, pubblicato sulla rivista Je bouquine
- Conte de Noël, racconto, con Mazan, pubblicato sulla rivistaa Faille temporelle
- Le rêve du papillon, con Luo Yin, pubblicato in Touch Soul (Cina)

### Illustrazioni
- Illustrazione di un Haïku del poeta Hisajo Sugita, serigrafia in edizione limitata, numerata e firmata in 40 esemplari, Atelier les Mains Sales, 2012

## Mostre
- Haïku, mostra collettiva, serigrafie - Angoulême (Francia), Parigi (Francia), Andennes (Belgio), Tokyo (Giappone), Hiroshima (Giappone), 2013
- Un rêve dans un rêve, mostra di dipinti e illustrazioni, Fontenay aux roses (Francia), 2013

## Premi
- 2006: "Cuervos", sceneggiato da Richard Marazano e disegnato da Michel Durand, vince il Premio Carolus Quintus per il fumetto sociale, assegnato dal Festival del Fumetto di Ganshoren-Bruxelles.
- 2006: "Cuervos" vince il premio per il miglior fumetto adattabile al cinema al Festival del Cinema e della Letteratura di Monaco.
- 2007: "Le Complexe du Chimpanzé" vince il premio per il miglior album al Festival del fumetto di Lione.
- 2008: "Le Complexe du chimpanzé" vince il Grand Prix e il premio per la migliore sceneggiatura al Musée de l'Air et de l'Espace[15].
- 2008:Genetiks vince il premio Bob-Morane per il miglior fumetto di fantascienza in lingua francese al festival Utopiales di Nantes[16].
- 2008:  Chaabi, la révolte vince il premio per il miglior album interfestival a Chambéry[17].
- 2012: S.A.M. tome 1 vince il Prix BD des Collégiens al festival di Angoulême[18].
- 2012: S.A.M. tome 1 vince il premio "livrentête" per il miglior fumetto junior, assegnato dall'Union Nationale Culture et bibliothèques pour tous[19]
- 2013: Le Monde de Milo tome 1 reçoit le Grand prix des lecteurs du journal de Mickey[20]
- 2013: Otaku Blue riceve la medaglia di bronzo al 6° International MANGA Award presentato dal Ministero della Cultura giapponese.
- 2017: Yin et le Dragon riceve il premio "À l'ombre du grand arbre" nella categoria "Fumetti e documentari".
- 2017: Yin et le Dragon vince il premio per il miglior album per bambini al festival Sollies.
- 2018: "Les trois Fantômes de Tesla" vince il premio Grande Ourse per la migliore sceneggiatura e il miglior disegno al festival di Andenne in Belgio.